# شواشية كمومية
الشواشية الكمومية هي فرع من فروع الفيزياء التي تدرس كيف يمكن وصف الأنظمة الديناميكية الكلاسيكية الفوضوية من حيث نظرية الكم. السؤال الأساسي الذي تسعى فوضى الكم إلى الإجابة عنه هو: «ما العلاقة بين ميكانيكا الكم والفوضى الكلاسيكية؟» ينص مبدأ التطابق على أن الميكانيكا الكلاسيكية هي الحد الكلاسيكي لميكانيكا الكم، وتحديداً في الحد حيث تميل نسبة ثابت بلانك إلى فعل النظام إلى الصفر. إذا كان هذا صحيحًا، فلا بد من وجود آليات كمومية وراء الفوضى الكلاسيكية (على الرغم من أن هذه قد لا تكون طريقة مثمرة لفحص الفوضى الكلاسيكية). إذا لم تُظهر ميكانيكا الكم حساسية أسية للظروف الأولية، فكيف يمكن أن تنشأ الحساسية الأسية للظروف الأولية في الفوضى الكلاسيكية، والتي يجب أن تكون حد مبدأ التطابق لميكانيكا الكم؟